# Lokomotiv Jaroslavl (VHL)
Lokomotiv Jaroslavl (VHL) är ett lag som spelar i den näst högsta divisionen i rysk ishockey, Vyssjaja chokkejnaja liga, och är farmarlag till Lokomotiv Jaroslavl från KHL. Klubben bildades i och med att KHL-laget spelade i VHL säsongen 2011/2012 till följd av flygolyckan i Jaroslavl 2011. Laget bildades genom att spelare från MHL-laget Loko Jaroslavl uppgick i laget. När Lokomotiv Jaroslavl återvände till KHL inför säsongen 2012/2013 beslöt organisationen att behålla ett farmarlag med samma namn i VHL.